# Castagnito
Castagnito – miejscowość i gmina we Włoszech, w regionie Piemont, w prowincji Cuneo.
Według danych na rok 2004 gminę zamieszkiwało 1728 osób, 246,9 os./km².